# Drava Bike Tour
Drava Bike Tour, biciklistička turistička staza koja bi južnom stranom rijeke Drave povezala most kod Belišća s mostom kod Donjeg Miholjca, i koja bi išla kroz Belišće, Gat i Črnkovce, a potom bi mostom kod Donjeg Miholjca ušla u Mađarsku i išla sjeverno od Drave i ponovo ušla u Hrvatsku kod Baranjskog Petrovog Sela, a dalje bi prolazila kroz zapadnu Baranju do belišćanskog mosta. Time bi se stvorio krug koji bi uveliko pridonio razvoju turizma u svim spomenutim gradovima i naseljima.
Projekt gradnje takve biciklističke staze vrijedan 300.000 eura, čiji je nositelj Grad Belišće u partnerstvu s Gradom Donjim Miholjcem, općinama Petlovac i Marijanci te Ekonomskim fakultetom u Osijeku, Osječko-baranjskom županijom i Poduzetničkim centrom Belišće, nominiran je za financiranje iz pretpristupnih fondova Europske unije.
Grad Belišće već ima građevinsku dozvolu za biciklističku stazu projektne vrijednosti 1.000.000 kuna no njena gradnja nije počela jer postoje očekivanja da će taj projekt biti uključen u projekt Drava Bike Tour, kao i biciklistička staza od belišćanskog mosta do spomenika 107. brigade u Baranji.